# Lado Gurgenidze
Lado Gurgenidze, all'anagrafe Vladimer (in georgiano ვლადიმერ გურგენიძე?; Tbilisi, 7 dicembre 1970), è un politico georgiano.
Dal novembre 2007 al novembre 2009 è stato il Primo ministro della Georgia.